# Набоков, Михаил Николаевич
Михаи́л Никола́евич Набо́ков (1830—1886) — русский государственный деятель, калишский губернатор, действительный статский советник.

## Биография
Родился 30 июля (11 августа) 1830 года. Происходил из дворянского рода Набоковых. Внук генерала от инфантерии Александра Ивановича Набокова, сын Николая Александровича Набокова (1794—1873) и Анны Александровны Назимовой (1808—1847), младший брат министра юстиции Российской империи Дмитрия Николаевича Набокова.
Окончил юридический факультет Санкт-Петербургского университета. В службе с 10 августа 1852 года. В чине надворного советника, затем статского советника занимал должность производителя дел общего присутствия Главного управления военно-учебных заведений; 29 декабря 1867 года назначен Саратовским вице-губернатором и пробыл на этом посту в течение 9 лет. 30 августа 1871 года произведён в действительные статские советники. 7 января 1877 года назначен Калишским губернатором. 12 января 1879 года уволен от должности и назначен состоять при Министерстве внутренних дел, после чего к активной деятельности больше не возвращался.
Умер 21 апреля (3 мая) 1886 года. Похоронен на Волковом православном кладбище.

## Награды
- Орден Святого Станислава 2-й степени с императорской короной (1866)
- Орден Святого Владимира 3-й степени (1874)
- Орден Святого Станислава 1-й степени (1877)
- Монаршее благоволение (1878)

## Семья
Жена — Мария Ивановна урождённая Чекини (Chekini). Их дети:
- Алексей Михайлович Набоков (Граф-маршалл (?[6]) в Одессе)[7]
- Евгений (Eugène) Михайлович Набоков (священник, эмигрировал)[8]
- Лидия Михайловна Набокова, замужем за Александром Фёдоровичем Мартыновым[9].